# Erwin Stresemann
Erwin Stresemann (22. listopadu 1889 Drážďany – 20. listopadu 1972 Východní Berlín) byl německý přírodovědec a ornitolog.

## Život a dílo
Od roku 1908 studoval zoologii na Univerzitách v Jeně, Mnichově a Freiburgu, v roce 1920 získal doktorát v Mnichově. V mezidobí se podílel také na tzv. druhé Freiburgově expedici na Moluky (1910–1912) a absolvoval vojenskou službu (1914–1918). Od roku 1921 byl pověřen vedením oddělení ptáků Berlínského zoologického muzea. V roce 1930 získal titul profesora a mezi lety 1946 a 1961 byl „profesorem s definitivou“ v oboru zoologie na Humboldtově univerzitě v Berlíně. Byl oceněn východoněmeckým řádem Vaterländischer Verdienstorden.
Stresemann byl jedním z vynikajících ornitologů 20. století. Podnítil řadu mladých německých vědců, včetně Ernsta Mayra či Bernharda Rensche.
Stresemann byl dlouholetým redaktorem časopisu Journal für Ornithologie (od roku 1922). V této pozici projevil své preference článků týkajících se anatomie, fyziologie a chování ptáků. Jeho hlavní publikací byl svazek Aves (1927–1934) v rámci Zoologické příručky (Handbuch der Zoologie). Napsal také Entwicklung der Ornithologie von Aristoteles bis zur Gegenwart (1951), přehled vývoje ornitologie od Aristotela až po moderní dobu, do angličtiny přeložený v roce 1975 jako Ornithology from Aristotle to the Present.